# Fromentée
La fromentée est un mets de la cuisine médiévale d'Europe de l'Ouest. Elle est principalement faite de grains de blé concassés (semoule) et bouillis, d'où son nom, issu du latin frumentum « froment ». Diverses recettes incluent du lait, des œufs, du bouillon. D'autres ingrédients peuvent agrémenter le plat, tels les amandes, les raisins secs, le miel ou le sucre, le safran, l'eau de fleur d'oranger.

## Histoire
La fromentée était servie comme bouillie d'accompagnement des viandes, en particulier de la venaison. Elle accompagnait la viande de marsouin qui, considéré comme un poisson, était consommé lors du carême. Elle était aussi servie en entremets.
La fromentée, bouillie de semoule plus ou moins agrémentée, fut le plat populaire de base, en Europe de l'Ouest, pendant plusieurs siècles. C'est une variante des innombrables bouillies de blé, de riz ou d'autres céréales qui ont constitué le fondement de l'alimentation humaine pendant des millénaires. Dans l'ancienne Perse, on consommait un plat de semoule de blé et de lait fermenté qui constitue encore une soupe couramment consommée en Grèce et à Chypre (trahanas), ainsi qu'en Turquie (tarhana (en)).

## Recettes
Le Viandier de Taillevent en donne une recette: faire bouillir du blé dans de l'eau et le plonger dans du jus de viande, du bouillon de viande grasse ou du lait d'amandes.
Une compilation de documents anciens fournit deux autres recettes assez différentes l'une de l'autre :
- 1. La méthode classique consiste à blanchir les grains de blé entiers dans l'eau, égoutter puis faire cuire dans du lait et accommoder la bouillie avec du miel et de la cannelle.
- 2. « Prendre des grains de blé bien propres ; les piler dans un mortier pour éliminer les issues ; faire bouillir jusqu'à éclatement ; retirer du feu et laisser reposer ; mêler de bouillon frais, de lait d'amandes ou de lait de vache ; laisser refroidir et mêler les jaunes d'œufs ; faire réchauffer et disposer sur le plat avec du gras de gibier et du mouton frais[4][réf. non conforme]. »